# Трубопроводные войска СССР
Трубопроводные войска Тыла Вооружённых сил СССР (Трубопроводные войска СССР) — род специальных войск в составе Тыла Вооружённых сил СССР. Выполнял задачи по развёртыванию полевых магистральных трубопроводов и подачи по ним горючего на значительные расстояния для обеспечения войск.

## История создания

### Создание и развитие войск
Первый опыт создания трубопроводных подразделений в Вооружённых силах СССР приходится на заключительный период Великой Отечественной войны.
В конце 1944 года, по договорённости с румынскими властями, в Румынии были сформированы 4 батальона по перекачке горючего, батальон охраны трассы трубопровода и мастерская по строительству металлических резервуаров. Задачей батальонов по перекачке горючего было использование сборно-разборных магистральных трубопроводов, которые были получены по программе ленд-лиза от США. Линия трубопровода протяженностью 220 километров и диаметром 100 миллиметров была развёрнута в тылу 2-го Украинского фронта. По трубопроводу горючее подавалось от нефтеперерабатывающего завода в городе Плоешти до нефтебазы в городе Рени в Одесской области Украинской ССР, откуда железнодорожным транспортом поставлялось войскам 2-го и 3-го Украинских фронтов, а также Черноморскому флоту и Дунайской речной флотилии. Всего данным способом поставлено более 600 тысяч тонн горючего.
Первые трубопроводные части в ВС СССР начали создаваться в 1952 году. Причиной послужило увеличение потребления горючего в вооружёнными силами и необходимость расширения возможностей по его транспортированию.
Использование автомобильного либо железнодорожного транспорта, а в некоторых случаях и военно-транспортной авиации, не позволяло осуществить доставку больших объёмов горючего для значительного количества техники, состоящей на вооружении войск, что и обусловило создание трубопроводных частей. В дальнейшем на практике выяснилось что трубопроводные части могли выполнять функции по тушению пожаров и доставке воды на значительные расстояния.
Развитие трубопроводных войск происходило по пути совершенствования их технического оснащения и методов использования, повышения эффективности действий по подаче горючего. 
Трубопроводные войска были созданы в структуре Управление службы горючего Министерства обороны СССР. Начальник данного управления по совместительству являлся начальником трубопроводных войск. В 1967 году Управление снабжения горючим Министерства обороны было преобразовано в Центральное управление снабжения ракетным топливом и горючим Министерства обороны СССР, в 1978 году – в Центральное управление ракетного топлива и горючего Министерства обороны СССР. 
14 января 1952 года по директиве Военного министра СССР № 24646с была создана первая воинская часть трубопроводных войск. Таковой стал 71-й отдельный трубопроводный батальон, сформированный в г. Горький. Данный батальон был создан для испытания первого комплекта полевого магистрального трубопровода ПМТ-100-100.
К концу 1950-х годов в Советской армии было создано 11 отдельных батальонов.
В целях обеспечения высокого уровня подготовки личного состава трубопроводных войск и накопления опыта практического использования полевых магистральных трубопроводов в 1959-1960 годах прошли несколько крупных учений, входе которых разворачивались трубопроводы с протяжённостью в 400, 600 километров и более. По итогам данных учений было принято решение о укрупнении трубопроводных формирований и образования трубопроводных бригад. 
В 1961 году были созданы 2 трубопроводные бригады в составе каждой из которых было 4 трубопроводных батальона, которые способны были развернуть магистральную линию трубопровода длиной в 600 километров.
Положительная оценка полевых магистральных трубопроводов как мощного средства подачи горючего войскам на большие дистанции во всех видах их боевой деятельности, а также мероприятия по их совершенствованию, привели к увеличению численности трубопроводных соединений и частей.
Всего к моменту распада СССР в составе трубопроводных войск было:
- 24 трубопроводные бригады;
- 6 отдельных трубопроводных батальона;
- 3 отдельные трубопроводные роты;
- 8 отдельных трубопроводных взвода.

Общая численность личного состава трубопроводных войск — 5000 человек. 
На заключительном этапе существования СССР, основной штатной единицей трубопроводных войск, была трубопроводная бригада состоявшая из нескольких отдельных батальонов, которые входили в состав некоторых военных округов а также Группы советских войск в Германии.
Задача трубопроводного батальона заключалась в развёртывании, эксплуатации и свёртывании трубопровода протяжённостью в 150 километров.
В состав трубопроводных войск также входили части и подразделения других типов: автомобильные, связи, инженерные и другие. 
Трубопроводные войска оснащались комплектами магистральных трубопроводов, трубомонтажной техникой, средствами механизации работ, автомобилями повышенной проходимости, средствами связи и другой техникой.
Кроме формирований трубопроводных войск, Службе горючего Тыла ВС СССР также подчинялись многочисленные базы и склады горюче-смазочных материалов.
С распадом СССР и с последовавшим разделом бывших Вооружённых сил СССР, соединения и отдельные части трубопроводных войск были разделены между государствами СНГ. Большая часть материальной базы войск (полевые магистральные трубопроводы) осталась на Украине, в Белоруссии и в государствах Прибалтики, где они были размещены в соответствии с оперативными планами развёртывания. Единственное предприятие изготавливавшее полевые магистральные трубопроводы и технику для их монтажа осталось на Украине.

### Участие трубопроводных войск в обеспечении боевых действий
Начиная с января 1980 года и по декабрь 1988 года, трубопроводные войска участвовали в обеспечении горючим Ограниченного контингента советских войск в Афганистане, в ходе афганской войны (1979—1989).
Первой воинской частью привлечённой к обеспечению войск горючим стал 95-й отдельный трубопроводный взвод, который проложил по дну реки Амударья три линии трубопровода на территорию Афганистана в районе г. Термез. Потребность в них заключалась в низкой пропускной способности паромного моста возведённого через реку. Данные линии трубопроводов обеспечивали топливом восточную группировку советских войск в Афганистане.
Позже 95-й отдельный трубопроводный взвод построил трубопровод на афганскую территорию в районе г. Кушка, для снабжения горючим западной группировки советских войск. Для его последующей эксплуатации был задействован 2062-й отдельный трубопроводный взвод.
К весне 1980 года для дальнейшей прокладки трубопроводов вглубь территории Афганистана, был привлечён 14-й отдельный трубопроводный батальон передислоцированный из ГДР в Афганистан. На его базе в августе 1982 года была развёрнута 276-я трубопроводная бригада, в состав которой вошли 3 трубопроводных батальона. Усилиями 14-го батальона до августа 1982 года были развёрнуты две линии трубопроводов (одна для дизельного топлива и другая для авиационного керосина) от приграничного города Хайратон на севере Афганистана, до базы хранения горючего 40-й армии в г. Баграм, между которыми 400 километров по автомобильной дороге.
Для снабжения западной группировки советских войск был развёрнут магистральный трубопровод от приграничного афганского населённого пункта Турагунди до города Шинданд, расстояние между которыми составляет 210 километров по автомобильной дороге. Данный трубопровод к началу 1985 года построил 1461-й отдельный трубопроводный батальон, передислоцированный из состава Киевского военного округа.
Общий расход горючего и смазочных материалов за время пребывания советских войск в Афганистане составил около 4 миллионов тонн. В сравнении — это составляет около 25 % от того количества горюче-смазочных материалов, которые были израсходованы в Великой Отечественной войне всеми Вооружёнными силами СССР.

### Привлечение трубопроводных войск к иным целям
Трубопроводные войска, осуществляя доставку большого количества воды, неоднократно привлекались для тушения массовых лесных пожаров в европейской части СССР (в 1972, 1976, 1980, 1981 годах), ликвидации последствий аварии на Чернобыльской АЭС в 1986 году, в ликвидации последствий землетрясения в Армении в 1988 году и в других чрезвычайных ситуациях.
Так при ликвидации особо крупных лесных пожаров в 1972 году, было привлечено 5 трубопроводных бригад. Данные соединения развернули около 300 линий полевых магистральных трубопроводов общей протяженностью около 1300 километров и подали по ним более 4,5 миллиона кубометров воды, что позволило потушить пожары на площади 44 тысяч гектаров.
При ликвидации последствий аварии на Чернобыльской АЭС в 1986 году силами отдельного трубопроводного батальона и трех отдельных трубопроводных рот ежедневно для нужд ликвидаторов поставлялось 3500—4000 кубометров технической воды. Забор воды происходил вне 30-километровой зоны отчуждения вокруг АЭС.
В ходе ликвидации землетрясения 1988 года в Армении, для обеспечения питьевой водой города Спитак, была отмобилизована трубопроводная бригада, которая в сложных условиях горной местности посредством 8 линий полевого магистрального трубопровода обеспечивала постоянную поставку воды.

## Командование
Трубопроводные войска подчинялись начальнику Центрального управление ракетного топлива и горючего Министерства обороны СССР.
Начальники Центрального управление ракетного топлива и горючего (до 1967 года — Управления снабжения горючим, до 1978 — Центральное управление снабжения ракетным топливом и горючим):
- генерал-лейтенант Томилин, Пётр Васильевич — 1948—1953;
- генерал-полковник Никитин Василий Васильевич — 1953—1984;
- генерал-лейтенант Базанов, Иван Николаевич — 1984—1988;
- генерал-лейтенант Блохин, Владимир Алексеевич — 1988—1992.

## Учебные заведения
- Ульяновское высшее военно-техническое училище.